# كاواساكي سي-1
كاواساكي سي-1 طائرة نقل عسكرية ثنائية المحرك قصيرة المدى، تستخدم بواسطة القوة الجوية اليابانية. بدأ تطويرها عام 1966 عندما قررت القوة الجوية اليابانية استبدال طائراتها القديمة من طراز (سي-64 كوماندو). التي تعود إلى حقبة الحرب العالمية الثانية .بدأ الإنتاج عام 1971 وبقيت الطائرة في الخدمة حتى الآن.

## التاريخ العملي
كاواساكي سي-1 مُستخدمة منذ 1974 لكنها ستسبدل بطائرة كاواساكي سي-2 التي ستكوم أطول مدى .تسلمت القوة الجوية اليابانية أول الطائرات العشرين من طراز كاواساكي سي-2 عام 1974 .

## الأنواع
XC-1: نموذج تجريبي.

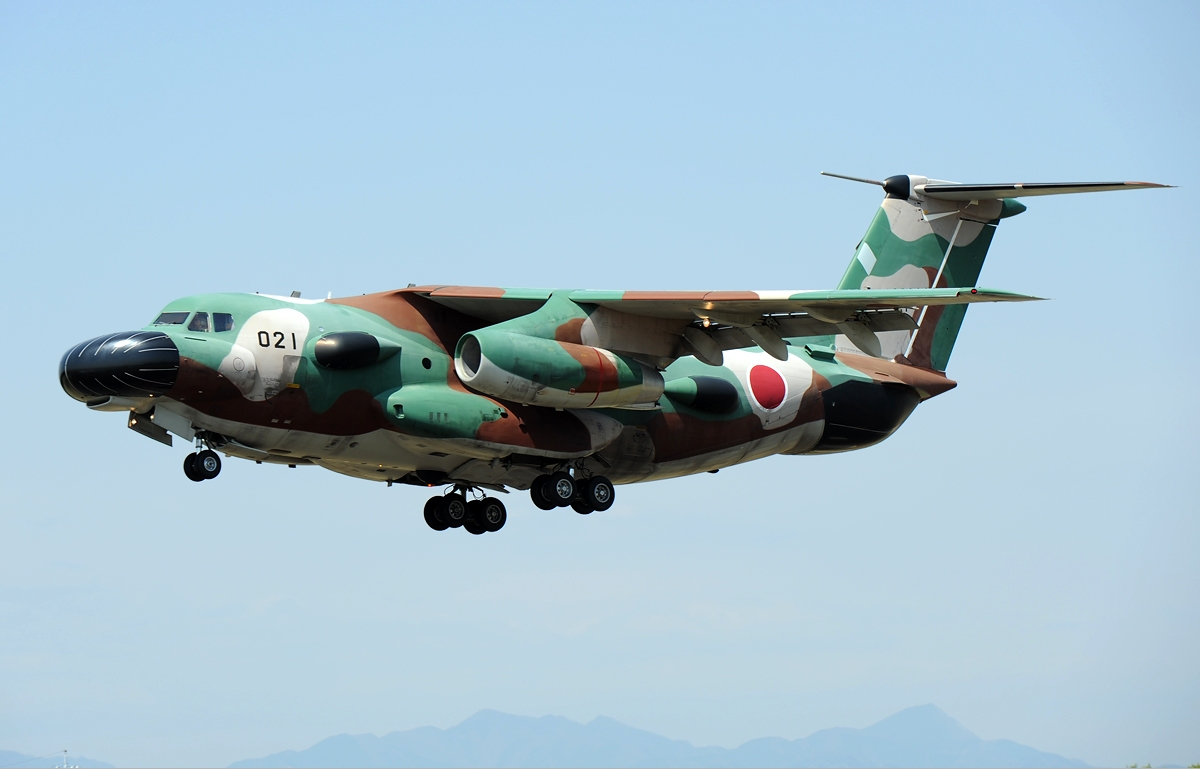
كاواساكي سي-1 فوق اروما (2011).

- C-1/C-1A: نسخة طائرة نقل عسكري متوسطة المدى.

اخر خمس طائرات من نوع سي-1 اس جُهزت بخزان إضافي يتسع ل 4,730 لتر من الوقود.
- C-1FTB:منصة اختبار طيران تستخدم لاختبار معدات متنوعة.
- Quiet STOL : طائرة أبحاث Quiet STOL طُورت بواسطة (المختبر الوطني الياباني لابحاث الطيران) وبني نموذج واحد وأستخدم في البحوث الجوية .

## المواصفات

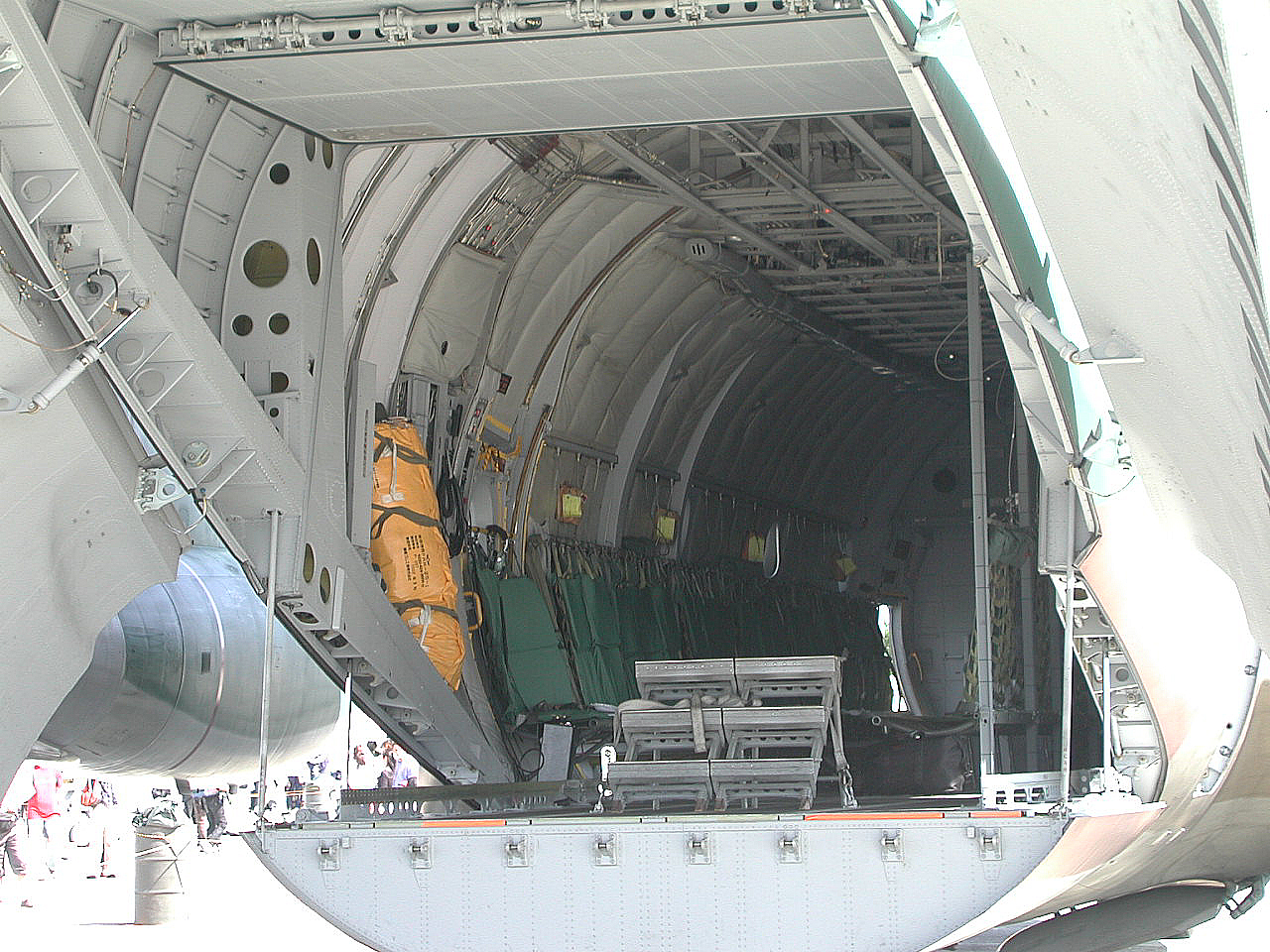
منظر لمقصورة الحمولة

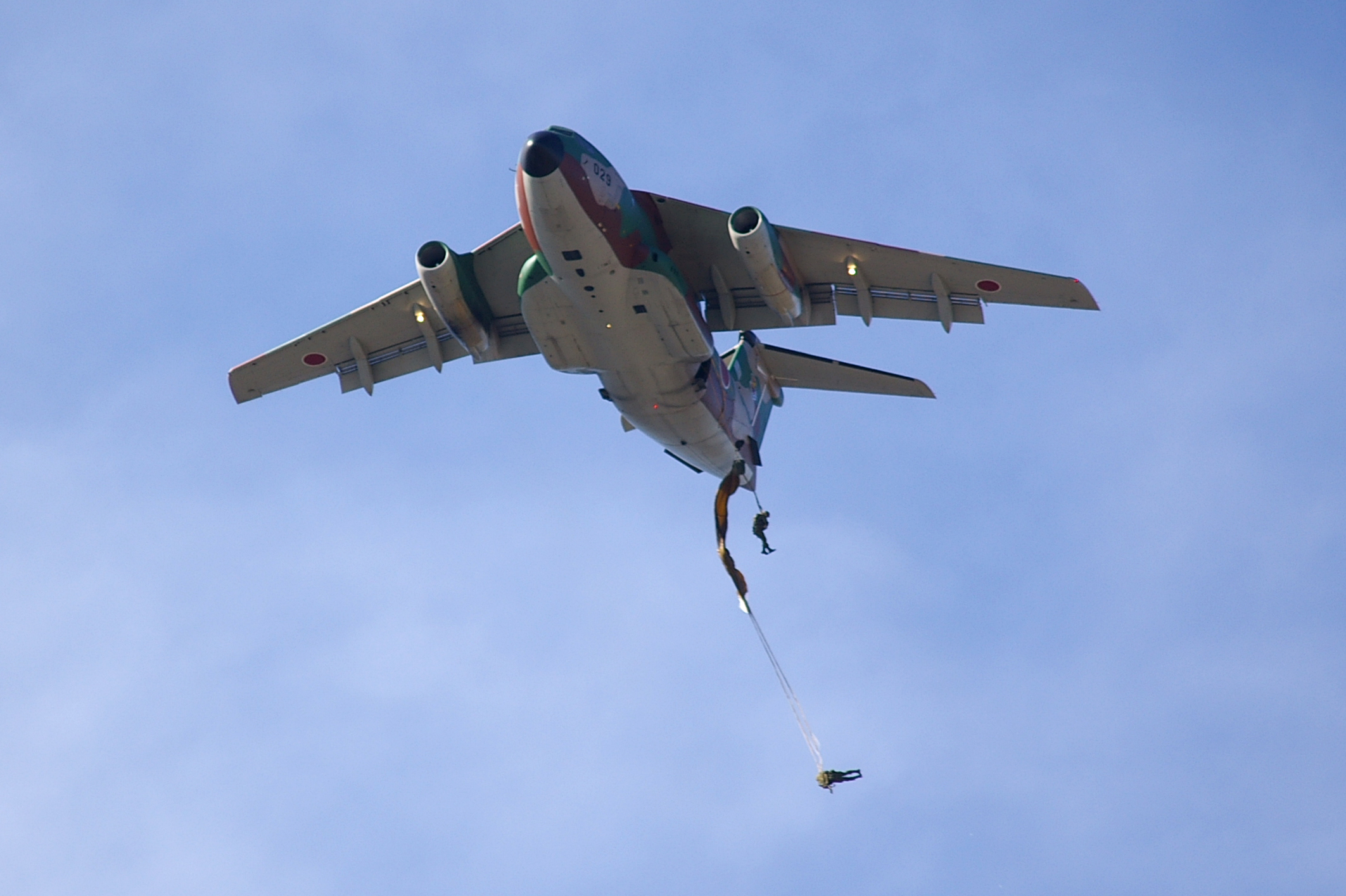
مظليون

### الصفات العامة
- الطاقم = 5 (طيار، مساعد طيار، ملاح,مهندس طيران، مسؤول التحميل)
- الحمولة = 60 جندي أو 45 مظلي أو 36 مريض مع معدات طبية أو 11,9 طن حمولة.
- الطول =29 م
- باع الجناح = 30,60 م
- الارتفاع = 9,99 م
- مساحة الجناح = 120,5 متر مربع
- الوزن (فارغة) = 23,320 كغم
- وزن الإقلاع الأقصى = 38,700 كغم
- قوة المحرك = 2محرك تربو فان 64,5 كيلو/نيوتن لكل محرك

### الإداء
- السرعة القصوى = 806 كلم/ساعة
- السرعة بالحمولة= 657 كلم/ساعة
- المدى = 1300 كلم مع الحمولة القصوى
- مدى الطائرة وهي فارغة = 3000 كلم
- سقف الخدمة = 11,600 م
- معدل التسلق = 17,8 متر/ ثانية